# (28453) Alexcecil
(28453) Alexcecil est un astéroïde de la ceinture principale d'astéroïdes.

## Description
(28453) Alexcecil est un astéroïde de la ceinture principale d'astéroïdes. Il fut découvert le 6 janvier 2000 à Socorro (Nouveau-Mexique) par le projet LINEAR. Il présente une orbite caractérisée par un demi-grand axe de 2,66 UA, une excentricité de 0,05 et une inclinaison de 3,2° par rapport à l'écliptique.

## Compléments